# Stary Targ (gmina)

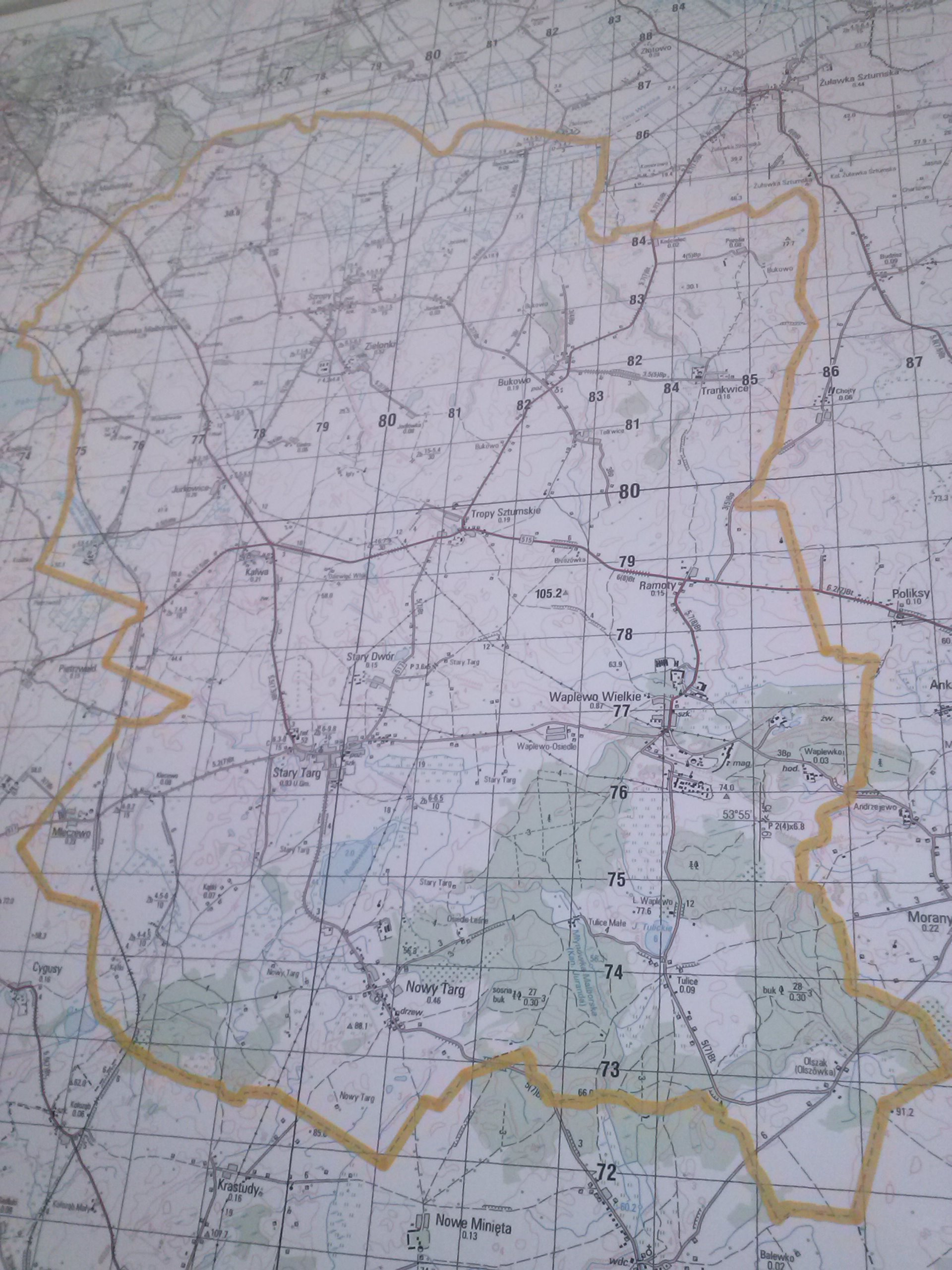
Dokładna mapa gminy

Stary Targ – gmina wiejska w województwie pomorskim, w powiecie sztumskim. Siedziba gminy to Stary Targ.
W skład gminy wchodzi 14 sołectw: Bukowo, Dąbrówka Malborska, Jordanki, Jurkowice, Kalwa, Kątki, Łoza, Nowy Targ, Ramoty, Stary Targ, Szropy, Szropy-Niziny, Tropy Sztumskie i Tulice.

## Historia
Dawna gmina Stary Targ należała do 1945 do powiatu Stuhm (do 1920 leżącego w rejencji kwidzyńskiej, następnie do 1939 w rejencji zachodniopruskiej, potem w reaktywowanej w okręgu Rzeszy Gdańsk-Prusy Zachodnie rejencji kwidzyńskiej) w Prusach Wschodnich. W latach 1945–1954 należała do Polski, województwa gdańskiego i powiatu sztumskiego. W latach 1954–1972 w miejsce gminy istniała gromada Stary Targ.
Obecna gmina Stary Targ powstała z początkiem 1973 roku. Do 1975 należała do powiatu sztumskiego i województwa gdańskiego. W 1976 w jej skład włączono dotychczasową gminę Szropy. W latach 1975–1998 gmina położona była w województwie elbląskim, zaś w skład województwa pomorskiego wchodzi od 1999. W latach 1999–2001 znajdowała się w powiecie malborskim, a od 2002 leży w wydzielonym z niego powiecie sztumskim.

## Struktura powierzchni
Według danych z 2019 gmina Stary Targ ma obszar 141,4 km², w tym:
- użytki rolne: 81%
- użytki leśne: 9%

Gmina stanowi 19,3% powierzchni powiatu.

## Demografia
Dane z 31 grudnia 2019:
| Opis                              | Ogółem | Ogółem | Kobiety | Kobiety | Mężczyźni | Mężczyźni |
| --------------------------------- | ------ | ------ | ------- | ------- | --------- | --------- |
| jednostka                         | osób   | %      | osób    | %       | osób      | %         |
| populacja                         | 6246   | 100    | 3066    | 49,1    | 3180      | 50,9      |
| gęstość zaludnienia (mieszk./km²) | 45     | 45     | 22,1    | 22,1    | 22,9      | 22,9      |

Piramida wieku mieszkańców gminy Stary Targ w 2014 roku:

## Administracja

### Naczelnicy gminy
- od 1 stycznia 1973 do 2 stycznia 1978 – Edward Wójcik (ZSL)
- od 2 stycznia 1978 do 13 października 1981 – Stanisław Karwan (PZPR)
- od 13 października 1981 do maja 1990 – Wiktor Sycz (ZSL)

### Wójtowie gminy
- od maja 1990 do 30 czerwca 1999 – Janusz Grzonka (PSL)
- od 30 czerwca 1999 do 19 listopada 2002 – Waldemar Gutjar (Sport / Przyszłość)
- od 19 listopada 2002 do 6 grudnia 2006 – Janusz Grzonka (PSL)
- od 6 grudnia 2006 do 6 maja 2024 – Wiesław Kaźmierski (Samorządne Powiśle)
- od 6 maja 2024 – Sebastian Szwarc (Razem dla Lepszej Gminy)

### Pozostałe informacje
Sekretarze gminy od 1990:
- 1990–1997: Krystyna Tkaczuk
- 1997–1999: Ryszard Mojecki
- 1999: Krystyna Kruzińska
- 1999–2019: Paweł Kaszyński
- od 2019: Alicja Podlewska

Aktualnym skarbnikiem gminy jest Mirosława Skrzypek (od 1999), która zastąpiła Anastazję Pronin.
Przewodniczącą rady gminy jest Magdalena Wasiewicz (od 2014). Wcześniej tę funkcję pełnili: Waldemar Kozłowski (1990–1994), Feliks Witka (1994–1998), Aleksander Lenartowicz (1998–2002), Krzysztof Knapik (2002–2006 i 2010–2014) i Mirosław Brakoniecki (2006–2010).
Jednostkami organizacyjnymi gminy są: Zespół Szkolno-Przedszkolny w Starym Targu (w jego skład wchodzi m.in. szkoła podstawowa im. Franciszka Jujki), Zespół Szkolno-Przedszkolny w Waplewie Wielkim, Szkoła Podstawowa w Szropach, Gminny Ośrodek Kultury w Starym Targu, Gminna Biblioteka Publiczna w Starym Targu, Gminny Ośrodek Pomocy Społecznej w Starym Targu oraz Biuro Rady Gminy. W skład struktury urzędu gminy wchodzą referaty organizacyjny, finansowy i rozwoju gospodarczego, a także Urząd Stanu Cywilnego.

## Miejscowości niesołeckie (w tym przysiółki)
Brzozówka, Czerwony Dwór, Dziewięć Włók, Gintro, Grzymała, Igły, Jodłówka, Jurkowice Drugie, Jurkowice Pierwsze, Klecewo, Kościelec, Krzyżówki (Krzyżanki), Lasy, Łabuń, Malewo, Mleczewo, Olszak (Olszówka), Pozolia, Stary Dwór, Śledziówka, Telkwice, Trankwice, Waplewko, Waplewo-Osiedle, Waplewo Wielkie, Zielonki. Formalnie jako jednostki terytorialne występują również części miejscowości – Tropy i Tulice Małe.

## Miasto partnerskie
26 maja 2017 doszło w Starym Targu do podpisania porozumienia o współpracy partnerskiej gminy Stary Targ (przy wiodącej roli sołectwa Nowy Targ) z miastem Nowy Targ.

## Sąsiednie gminy
Dzierzgoń, Malbork, Mikołajki Pomorskie, Stare Pole, Sztum